# دلبیا
دلبیا (به عربی: دلبیا) یک روستا در سوریه است که در ناحیه سلقین واقع شده‌است. دلبیا ۱٬۲۰۴ نفر جمعیت دارد.